# NGC 362
NGC 362 (Caldwell 104) là một cụm sao cầu nằm trong chòm sao Đỗ Quyên ở Nam Bán cầu, nhìn về phía bắc Đám Mây Magellan Nhỏ. Cụm sao được phát hiện vào ngày 1 tháng 8 năm 1826 bởi James Dunlop. Nó có thể nhìn thấy bằng mắt thường trên bầu trời tối, và là một cảnh tượng ấn tượng trong kính viễn vọng, mặc dù nó có phần bị lu mờ bởi "hàng xóm" lớn hơn và sáng hơn 47 Tucanae.

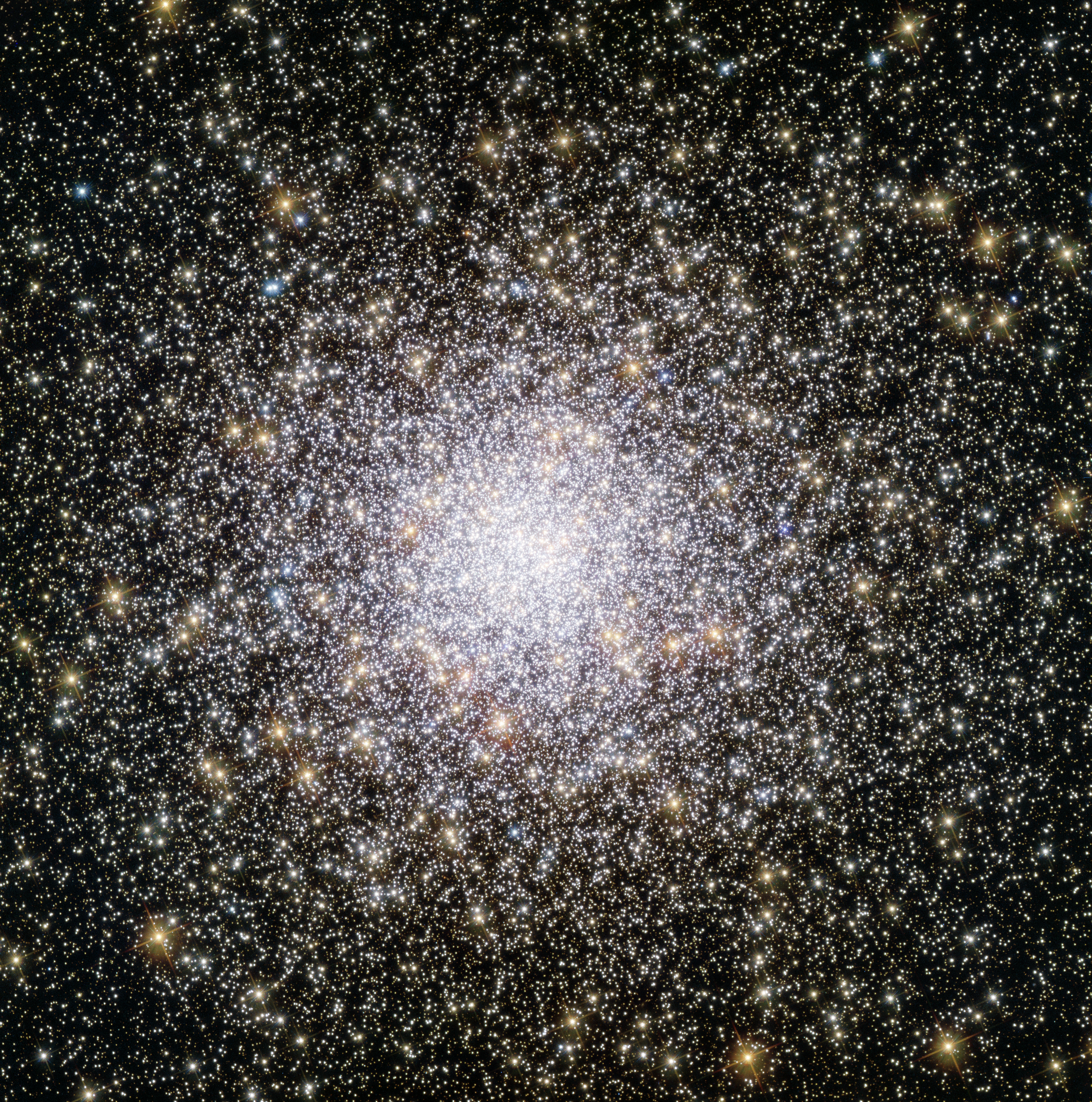
Hình ảnh NGC 362 bằng Kính viễn vọng Không gian Hubble

Các ngôi sao trong NGC 362 có độ kim loại trung bình cao hơn hầu hết các cụm sao khác. Điều này ngụ ý rằng NGC 362 là cụm sao cầu tương đối trẻ. Nó có rất nhiều sao nhị phân với lõi rất dày, có đường kính 13 năm ánh sáng. Quỹ đạo của NGC 362 rất lệch tâm, cách 3.260 năm ánh sáng so với trung tâm thiên hà.